# Писац и самоубиство
Писац и самоубиство  (рус. ПисателЬ и самоубийство) је књига есеја о самоубиству руског књижевника, књижевног преводиоца Бориса Акуњина (рус. Борис Акунин) (1955). објављена 1999. године. Издање на српском језику објавила је издавачка кућа "Информатика" 2006. године из Београда у преводу Мирјане Грбић и Соње Бојић.

## О аутору
Борис Акуњин је псеудоним руског књижевника Григорија Шалвовича Чхартишвилија ((рус. Григорий Шалвович Чхартишвили); (груз. გრიგოლ ჩხარტიშვილი)). Рођен је 1955. године. У свету књижевности је познат по детективским романима.
Прославиле су га књиге о руском детективу Ерасту Фандорину:  Азазел; Ахилејева смрт; Левијатан; Турски гамбит; Државни саветник; Посебни задаци. Књ. 1, Жандар пик;  Посебни задаци. Књ. 2 Декоратер; Љубавница смрти; Љубавник смрти; Крунисање; Дијамантска кочија. Књ. 1, Ловац вилиних коњица; Дијамантска кочија. Књ. 2, Између редова; Бројанице од жада; Цео свет је позорница.

## О делу
Књига Писац и самоубиство су есеји о проучавању проблема самоубиства. Акуњин је кроз историјске, религиозне, етичке, филозофске, правне и многе друге аспекте истраживао судбине писаца-самоубица.
Књижевници су лаки за идентификовање и лакши су за проучавање, те су због тога издвојени у овом проучавању. Писац излаже своју душу пишући дела, стварајући, али и самим својим животом. Он уме најбоље да прикаже стање у ком се налази. Али књига није само о писцу-самоубици, већ о човеку-самоубици.
Део књиге који носи назив Енциклопедија литературицида садржи 363 биографске одреднице о писцима који су извршили самоубиство. За српско издање књиге Јован Пејчић је у Енциклопедију  додао тринаест одредница о српским писцима.
Читаво човечанство једно од социолошких истраживања суицида дели на пет суицидолошких категорија. Књига је пре свега намељена свим људима који припадају свим категоријама сем прве наведене.
Суицидолошке категорије човечанства:
- људи који никада не помишљају на самоубиство;
- људи који понекад размишљају о самоубиству;
- људи који прете да ће извршити самоубиство;
- људи који покушавају да изврше самоубиство;
- људи који извршавају самоубиство.